# Burgstall Schenkenzell
Burgstall Schenkenzell, auch Burgstall genannt, ist eine abgegangene Höhenburg auf dem 408,2 m ü. NN hohen Burgstallfelsen südlich der Gemeinde Schenkenzell im Landkreis Rottweil in Baden-Württemberg.
Die Burg wurde 1493 als Burgstall erwähnt, war also zu diesem Zeitpunkt schon zerstört. Die Burg diente wohl zur Überwachung eines alten Weges, der an der Burg vorbeiführte.
Von der ehemaligen Burganlage auf einer fast kreisrunden Burgfläche mit einem Durchmesser von 22 Meter ist noch der Burghügel erhalten.